# Phytelephas tumacana
Espèce
Statut de conservation UICN

 EN B1+2c : En danger
Phytelephas tumacana est une espèce de plantes de la famille des Arecaceae (palmiers).

## Publication originale
- Journal of the Washington Academy of Sciences 17: 224. 1927.